# Henryk Grossman
Henryk Grossman, o anche Grossmann (Cracovia, 14 aprile 1881 – Lipsia, 24 novembre 1950), è stato un economista, storico e attivista tedesco d'orientamento marxista.

## Biografia
Grossman nacque a Cracovia, nell'allora Polonia asburgica, da una famiglia ebraica.
Verso il 1898 si unì al Partito Socialdemocratico della Galizia (GPSD), affiliato al Partito Socialdemocratico Austriaco.
Insieme a Karl Radek fu attivo nel movimento studentesco socialista, divenendo la figura principale del giornale Zjednoczenie (Unificazione). Durante questo periodo Grossman imparò l'yiddish e si impegnò nel movimento dei lavoratori ebrei di Cracovia, fondando nel 1905 il Partito Socialdemocratico Ebraico di Galizia (JSDP).
Alla fine del 1908, Grossman si recò a Vienna per studiare sotto la guida di Carl Grünberg, lasciando la guida del JSDP.

Dopo la dissoluzione dell'Impero Austro-Ungarico alla fine della prima guerra mondiale, Grossman divenne economista in Polonia e si affiliò al Partito Comunista dei Lavoratori Polacco (Komunistyczna Partia Robotnicza Polski, KPRP).

## Carriera accademica
Dal 1922 al 1925 Grossman fu professore di economia all'Università Libera Polacca (Wolna Wszechnica Polska) di Varsavia. Nel 1925 emigrò per sfuggire alla persecuzione politica, ed il suo ex-insegnante, Grunberg, lo invitò ad unirsi all'Istituto di Ricerche Sociali di Francoforte.

Nel 1929 Grossman pubblicò Das Akkumulations- und Zusammenbruchsgesetz des kapitalistischen Systems. (Zugleich eine Krisentheorie) (nella versione italiana Il crollo del capitalismo. La legge dell'accumulazione e del crollo del sistema capitalista).

Il 25 febbraio 1933, due giorni prima dell'incendio del Reichstag che segnò l'ascesa al potere di Hitler, Grossman, che era ebreo,  riparò a Parigi; da qui andò a New York, dove rimase dal 1937 al 1949, entrando in contrasto con i membri dell'Istituto di Ricerche Sociali per la loro svolta critica verso il positivismo logico.

Dopo la fine della seconda guerra mondiale Grossman, che si sentiva minacciato dal crescente maccartismo, nella primavera del 1949 si trasferì nella Germania orientale, dove si iscrisse al Partito Socialista Unificato di Germania (SED, Sozialistische Einheitspartei Deutschlands) e divenne docente di economia politica all'Università di Lipsia, città nella quale morì nel 1950 dopo una lunga malattia.